# فورد فیگو
فورد فیگو (Ford Figo) خودرویی است که از سال ۲۰۱۰ تاکنون در چنای و هند تولید شده‌است. 
این خودرو در کلاس خودرو کامپکت کوچک قرار گرفته، طراحی آن خودروهای موتور جلو-محور جلو بوده‌است. 